# Brøndums Hotel
Koordinaten: 57° 43′ 9,8″ N, 10° 37′ 32,9″ O
Brøndums Hotel ist ein historischer Gasthof in der Hafenstadt Skagen im Norden von Dänemark. Es erlangte Berühmtheit durch die enge Verbindung zu der im späten 19. Jahrhundert wirkenden Künstlerkolonie Skagen-Maler. Es wird heute als Hotel weiterhin betrieben.

## Geschichte
In den siebziger Jahren des 19. Jahrhunderts war das Brøndums Hotel (mit kleinem Laden und Ausschank) ein Treffpunkt der Fischer gewesen. Während der Sommermonate wurde der Gasthof zum Zentrum einer skandinavischen Künstlerkolonie, die Skagen-Maler. Maler, Musiker, Schriftsteller und Kunstkritiker kehrten ein beim Ehepaar Erik und Anna Hedvig Brøndum und dessen Kindern. Später mit Degn Brøndum als Förderer und der Malerin Anna Ancher wurde die Hoteliersfamilie Teil der Szene. Oft bezahlten die Maler mit Bildern, so dass im Gasthof eine Kunstsammlung wuchs. Der Speisesaal, dessen dunkle Wandverkleidung ein Fries aus Gemälden und Porträts der Künstler ziert, wurde 1946 ins Skagens Museum integriert.

## Werke der Künstler im Hotel
Der 1874 in Skagen angekommene Maler Michael Ancher begann eine enge Freundschaft mit den Brøndoms und heiratete dessen Tochter Anna 1880. Durch die Ermutigungen Anchers gründete sich die Gruppe der Skagen-Maler. Diese übernachteten in den Gästehäusern des Hofs und bezahlten diese hauptsächlich durch Spenden ihrer Kunstwerke.

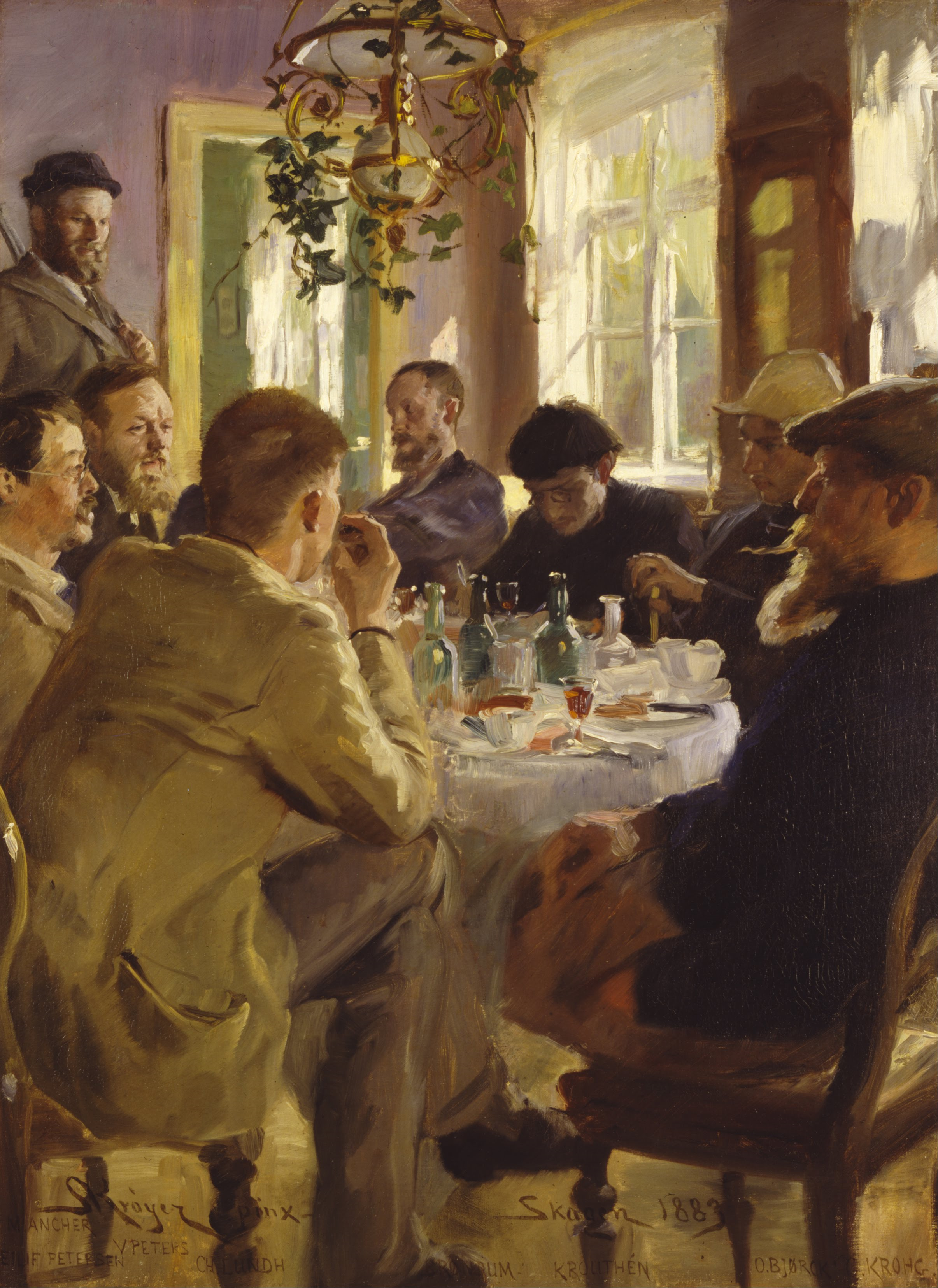
P.S. Krøyer: Ved Frokosten (1883), Die Maler beim Mittagessen
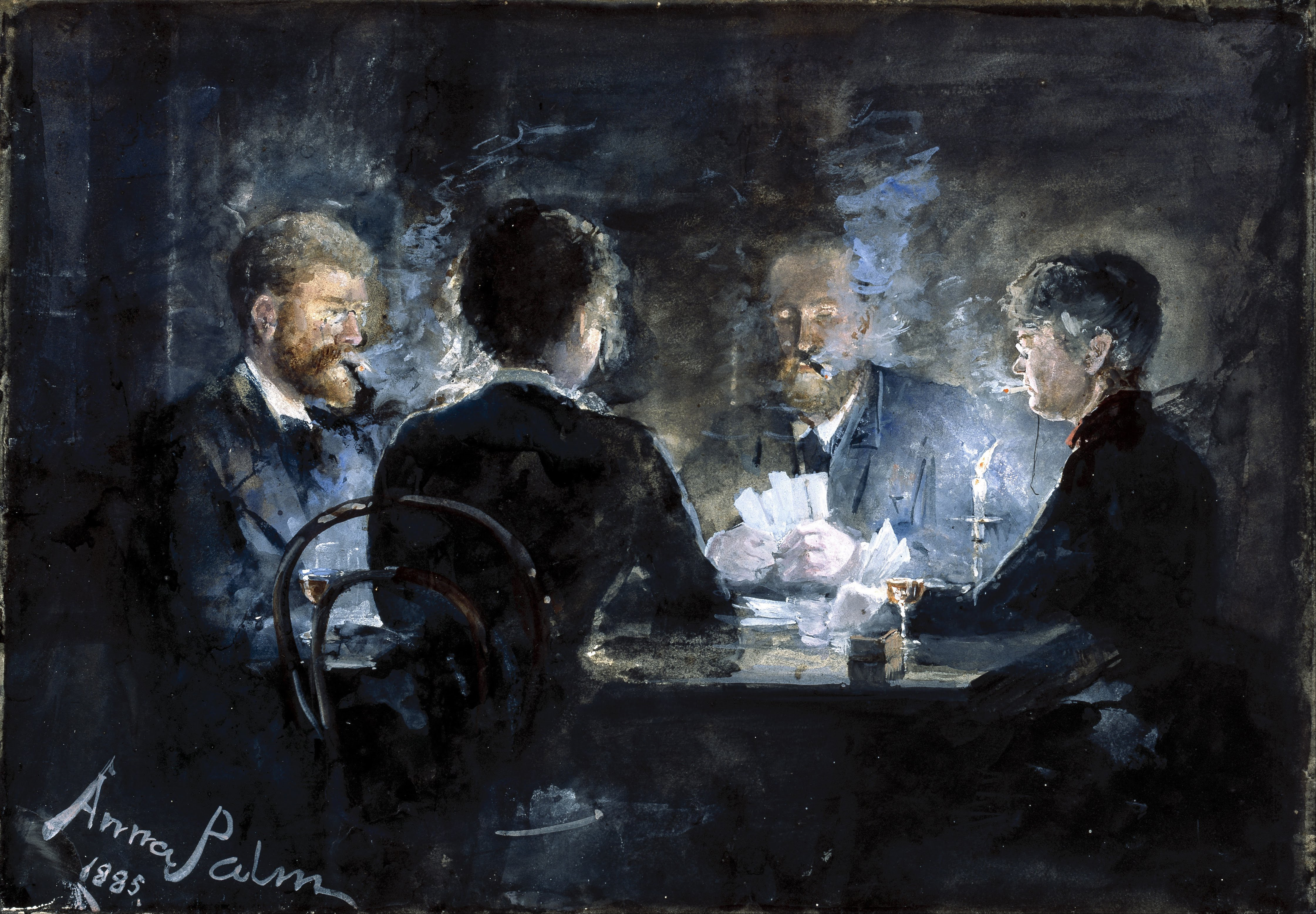
A Game of L’Hombre in Brøndum’s Hotel von Anna Palm de Rosa
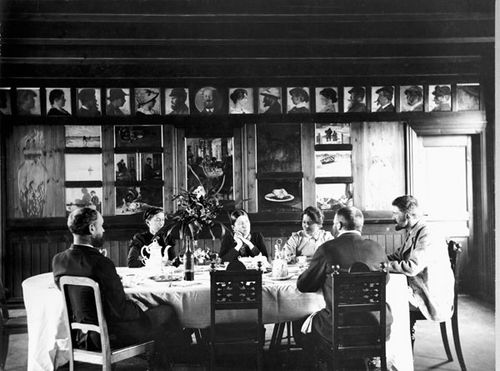
Der Hotel-Speisesaal mit Porträts der Skagen-Maler
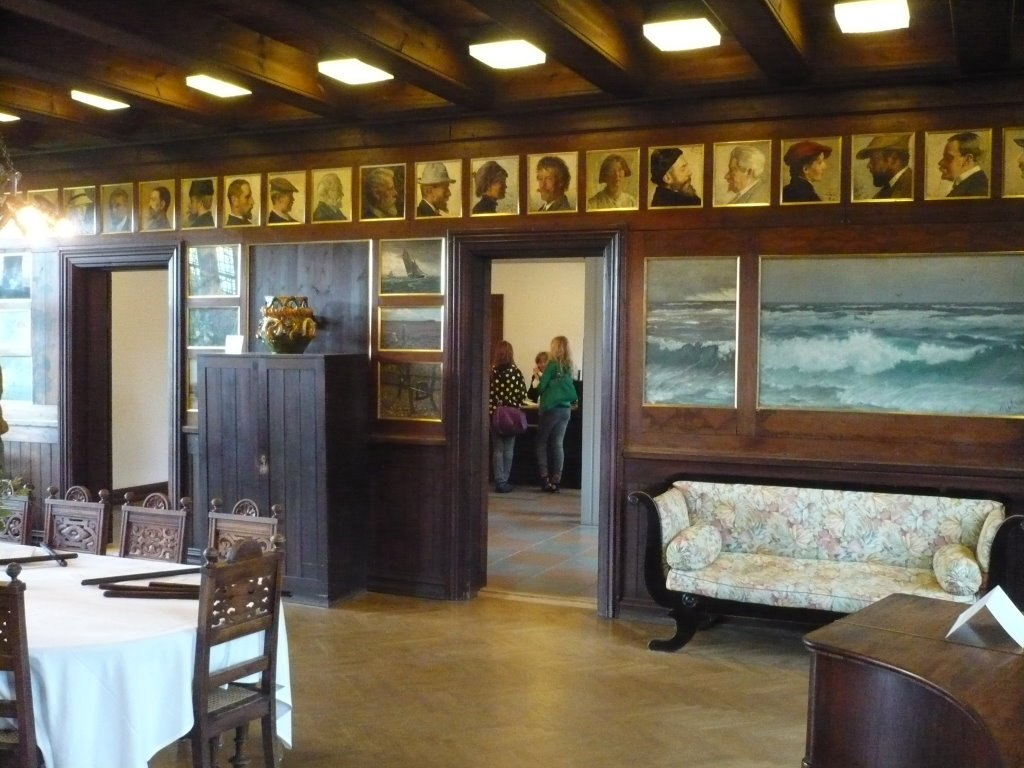
Der Speisesaal heute, jetzt im Skagen Museum